# ロココの主題による変奏曲
ロココの主題による変奏曲（ろここのしゅだいによるへんそうきょく、露: Вариации на тему рококо、仏: Variations sur un thème rococo；「ロココ風の主題による変奏曲」とも訳される）イ長調作品33は、ピョートル・チャイコフスキーが作曲した2曲のチェロと管弦楽のための作品の内の1曲である。

## 概要

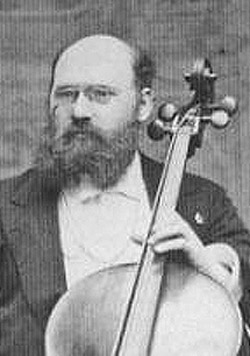
チャイコフスキーの親友、フィッツェンハーゲン。

この曲は、その名の示すようにロココ様式風の主題を用いているが、これはチャイコフスキーの自作である。後述するように管弦楽の編成も18世紀風を意識した小規模なものである。
序奏と主題、それに7つ（本来は8つ：後述）の変奏が続けて演奏される。1876年12月から1877年1月にかけて、チャイコフスキーの親友であったヴィルヘルム・フィッツェンハーゲン（1848年 - 1890年）のために作曲され、彼に献呈された。初演も1877年12月1日、モスクワでフィッツェンハーゲンのチェロ独奏、ニコライ・ルビンシテインの指揮により行われている。
チェロ協奏曲と同一の、独奏チェロと管弦楽による編成であるが単一楽章であり、また「チェロ協奏曲」と名付けられていないため、この曲をチェロ協奏曲と呼ぶことはない。しかし、チェロと管弦楽のための作品としてはドヴォルザークのチェロ協奏曲に次いで演奏機会が多く、チャイコフスキー国際コンクールチェロ部門の課題曲として用いられている。

## 版の問題
チャイコフスキーはこの曲を書く際、フィッツェンハーゲンの意見も参考にしながら作曲していた。しかしフィッツェンハーゲンは初演に際して、チャイコフスキーから許可されていたチェロ独奏パートの変更だけでなく、無断でオリジナルの第8変奏をカットしたうえ、変奏の曲順を大幅に入れ換えて演奏した（フィッツェンハーゲンはチャイコフスキーの自筆譜に直接同じインクで書き入れている）。フィッツェンハーゲンの改訂は演奏効果を高めることを狙って成功したものの、チャイコフスキーが変奏順で考えていた楽曲の構成は無視されることとなった。
チャイコフスキーの楽譜を出版していたピョートル・ユルゲンソンも「とんでもないことに、フィッツェンハーゲンはあなたの曲を変更する許可を与えろと言っている。これじゃ『フィッツェンハーゲン改訂版』だ！」と怒りの手紙を送っている。しかし彼の演奏で有名となったこの曲は、結局このフィッツェンハーゲン版で出版されることとなった。チャイコフスキー本人も、1888年にフィッツェンハーゲンの弟子であるアナトーリー・ブランドゥコーフがチャイコフスキーの本来の意図について質問したところ、チャイコフスキーがいらいらした様子で「もういいよ、そのままで！」と吐き捨てたというように苦々しく思っていたようだが、数々の演奏会での好評の様子と、この曲の評価を高めたと自負する手紙を送ってきたフィッツェンハーゲンに配慮したのか、彼が亡くなった後も自身の本来の版で出版することはしなかった。
その後、フィッツェンハーゲンの書き込みが入った自筆譜はブランドゥコーフを経て1930年にヴィクトル・クバツキーの手に渡る。チャイコフスキーの意図を復元しようと考えたクバツキーは、モスクワ犯罪科学調査研究所の協力によりX線と電子光学整流器によりチャイコフスキーの筆跡を判定する作業に取りかかり、20年以上かけて1955年7月に原典版の復元に成功。翌1956年にチャイコフスキー全集として出版された。この時スコアしか出版されなかったことや演奏効果の面などから多くの演奏家が現在でもフィッツェンハーゲン版を用いているが、近年ではラファエル・ウォルフィッシュ、ジュリアン・ロイド・ウェバーやスティーヴン・イッサーリスなどこの原典版による演奏も増えつつある。日本でも藤原真理の校訂により全音楽譜出版社より発売されている。
なお、先述の通りチャイコフスキー国際コンクールチェロ部門の課題曲であるが、第12回(2002年)大会からは原典版の演奏による参加が規定されている。

## 編成
- 独奏チェロ
- オーケストラ：フルート 2、オーボエ 2、クラリネット 2、ファゴット 2、ホルン 2、弦五部

## 構成
- 原典版

1. Moderato assai quasi Andante - 主題: Moderato semplice
2. 第I変奏 Tempo della Thema
3. 第II変奏 Tempo della Thema
4. 第III変奏 Andante ニ短調
5. 第IV変奏 Allegro vivo
6. 第V変奏 Andante grazioso
7. 第VI変奏 Allegro moderato
8. 第VII変奏 Andante sostenuto ハ長調
9. 第VIII変奏、コーダ Allegro moderato, con anima

- フィッツェンハーゲン版

第I変奏以降を記す。
1. 第I変奏（原典版の第I変奏:以下同）: Tempo della Thema
2. 第II変奏（第II変奏）: Tempo della Thema
3. 第III変奏（第VII変奏）: Andante sostenuto ハ長調
4. 第IV変奏（第V変奏）: Andante grazioso
5. 第V変奏（第VI変奏）: Allegro moderato
6. 第VI変奏（第III変奏）: Andante ニ短調
7. 第VII変奏（第IV変奏）とコーダ（第Ⅷ変奏から転用）: Allegro vivo

## 参考資料
- 『新編 世界大音楽全集 器楽編57 チェロ名曲集II』(ISBN 4-276-01557-X)より同曲解説（井上頼豊）